# Aioler
Die Aioler (altgriechisch Αἰολεῖς), Aiolier oder Äoler zählten neben den Dorern und Ioniern zu den bedeutendsten Stämmen des antiken Griechenlands. 
Der Name leitet sich in der griechischen Mythologie von Aiolos ab, einem der drei Söhne des Hellen, des mythischen Stammvaters aller Griechen und der Nymphe Orseis. Aiolos’ Bruder Doros war der Stammvater der Dorer, seine Neffen Achaios und Ion die Stammväter der Achaier und der Ionier. Zunächst lebten die Aioler hauptsächlich in Thessalien, gründeten aber während der Dunklen Jahrhunderte spätestens im 8. Jahrhundert v. Chr. Siedlungen in Nordwest-Kleinasien und den vorgelagerten Ägäis-Inseln (sogenannte Aiolische Wanderung). 
Die Aioler sprachen den aiolischen Dialekt, der in klassischer Zeit in Thessalien, Teilen Boiotiens, auf Lesbos und im nördlichen Teil Westkleinasiens verbreitet war.